# 羊狮慕镇
羊狮慕镇，是中华人民共和国江西省吉安市安福县下辖的一个乡镇级行政单位。原为泰山乡。2021年4月21日，撤销泰山乡，设立羊狮慕镇，以原泰山乡行政区域为羊狮慕镇行政区域。行政区划代码为360829107。

## 行政区划
泰山乡下辖以下地区：
泰山村、南沙村、文家村、月家村、楼下村、清江村和新水村。